# Їржі Гранат
Їржі Гранат (Jiří Granát; нар. 28 січня 1955) — колишній чехословацький тенісист.
Найвищу одиночну позицію світового рейтингу — 82 місце досяг 16 січня 1978, парну — 191 місце — 3 січня 1983 року.
Здобув 1 парний титул.
Найвищим досягненням на турнірах Великого шолома було 3 коло в одиночному та парному розрядах.

## Фінали Гран-прі за кар'єру

### Парний розряд: 1 (1–0)
| Результат | W/L | Дата     | Турнір          | Покриття | Партнер      | Суперники                    | Рахунок       |
| --------- | --- | -------- | --------------- | -------- | ------------ | ---------------------------- | ------------- |
| Перемога  | 1–0 | Гру 1981 | Софія, Болгарія | Килим    | Томас Еммріх | Ісмаїл Ель-Шафей Річард Меєр | 7–6, 2–6, 6–4 |